# Atletica leggera ai Giochi della XXX Olimpiade - 10000 metri piani maschili

Video ufficiale della Finale

Ai Giochi della XXX Olimpiade, la competizione dei 10000 metri piani maschili si è svolta il 4 agosto presso lo Stadio Olimpico di Londra.

## Presenze ed assenze dei campioni in carica
Per i campionati europei si considera l'edizione del 2010.
| Competizione         | Atleta           | Prestazione | Londra 2012 |
| -------------------- | ---------------- | ----------- | ----------- |
| Olimpiadi 2008       | Kenenisa Bekele  | 27'01"17    | Presente    |
| Commonwealth 2010    | Moses N. Kipsiro | 27'57"39    | Presente    |
| Europei 2010         | Mohammed Farah   | 28'24"99    | Presente    |
| Asiatici 2010        | Bilisuma Gelassa | 27'32”72    | Assente     |
| Africani 2011        | Ibrahim Jeilan   | 28'18”22    | Non selez.  |
| Mondiali 2011        | Ibrahim Jeilan   | 27'13"81    | Non selez.  |
|                      |                  |             |             |
| Mondiali junior 2008 | Josphat K. Bett  | 27'30”85    | Non qual.   |

## La gara
La gara ha un ritmo lento. Ai 5.000 il cronometro segna 14'05”79. Il settimo chilometro viene coperto in 2'39”87, poi il passo scende ulteriormente: 2'42”91 l'ottavo e 2'46”48 il nono. Gli atleti fanno il gioco di Mohamed Farah, che infatti li regola con il suo devastante finale. Il britannico di origine somala scatta ai 400 metri. Percorre l'ultimo giro in 53”48 e va a vincere. Lo statunitense Galen Rupp supera nel rettilineo finale Tariku Bekele e coglie l'argento.
Kenenisa Bekele, campione uscente e primatista mondiale, nonché fratello maggiore di Tariku, rimane fuori dalle medaglie giungendo quarto.

## Risultati

### Finale
| Primatista mondiale   | 26'17"53       | Kenenisa Bekele | Presente |
| Primatista stagionale | 27'01"98 (1/6) | Wilson Kiprop   | Presente |

1. ↑  Record stabilito nel 2005.
2. ↑  Alla data del 20 luglio 2012

Sabato 4 agosto ore 21:15.
| Pos.    | Atleta                    | Età | Paese          | Tempo    | Note                          |
| ------- | ------------------------- | --- | -------------- | -------- | ----------------------------- |
| Oro     | Mohamed Farah             | 29  | Gran Bretagna  | 27'30"42 |                               |
| Argento | Galen Rupp                | 26  | Stati Uniti    | 27'30"90 |                               |
| Bronzo  | Tariku Bekele             | 25  | Etiopia        | 27'31"43 |                               |
| 4       | Kenenisa Bekele           | 30  | Etiopia        | 27'32"44 |                               |
| 5       | Bedan Karoki Muchiri      | 22  | Kenya          | 27'32"94 |                               |
| 6       | Zersenay Tadese           | 30  | Eritrea        | 27'33"51 |                               |
| 7       | Teklemariam Bedhin        | 23  | Eritrea        | 27'34"76 |                               |
| 8       | Gebregziabher Gebremariam | 28  | Etiopia        | 27'36"34 |                               |
| 9       | Polat Kemboi Arikan       | 22  | Turchia        | 27'38"81 | Miglior prestazione personale |
| 10      | Moses Ndiema Kipsiro      | 26  | Uganda         | 27'39"22 |                               |
| 11      | Cameron Levins            | 23  | Canada         | 27'40"68 |                               |
| 12      | Moses Ndiema Masai        | 26  | Kenya          | 27'41"34 |                               |
| 13      | Dathan Ritzenhein         | 30  | Stati Uniti    | 27'45"89 |                               |
| 14      | Robert Kajuga             | 27  | Ruanda         | 27'56"67 | Miglior prestazione personale |
| 15      | Nguse Tesfaldet           | 26  | Eritrea        | 27'56"78 |                               |
| 16      | Thomas Ayeko              | 20  | Uganda         | 27'58"96 |                               |
| 17      | Moukheld Al-Outaibi       | 36  | Arabia Saudita | 28'07"25 |                               |
| 18      | Mohammed Ahmed            | 21  | Canada         | 28'13"91 |                               |
| 19      | Matthew Tegenkamp         | 30  | Stati Uniti    | 28'18"26 |                               |
| 20      | Ben St Lawrence           | 31  | Australia      | 28'32"67 |                               |
| 21      | Diego Estrada             | 23  | Messico        | 28'36"19 |                               |
| 22      | Yuki Sato                 | 26  | Giappone       | 28'44"06 |                               |
| 23      | Ayad Lamdassem            | 31  | Spagna         | 28'49"85 |                               |
| 24      | Daniele Meucci            | 27  | Italia         | 28'57"46 |                               |
| 25      | Chris Thompson            | 31  | Gran Bretagna  | 29'06"14 |                               |
| 26      | Mykola Labovskyy          | 29  | Ucraina        | 29'32"12 |                               |
| -       | Wilson Kiprop             | 25  | Kenya          | Ritirato |                               |
| -       | Ali Hasan Mahboob         | 31  | Bahrein        | Ritirato |                               |
| -       | Bayron Piedra             | 30  | Ecuador        | Ritirato |                               |